# Festival van San Remo 1961
Het Festival van San Remo 1961 was de elfde editie van de liedjeswedstrijd. Betty Curtis werd verkozen om naar het Eurovisiesongfestival 1961 te gaan, waar ze een gedeelde vijfde plaats in de wacht sleepte. 

## Finale
1. Al di là (Carlo Donida & Mogol) Betty Curtis – Luciano Tajoli
2. 24mila baci (Piero Vivarelli, Lucio Fulci e Adriano Celentano) Adriano Celentano – Little Tony
3. Il mare nel cassetto (Eligio Lavalle & Rolla) Milva – Gino Latilla
4. Io amo tu ami (Redi & Bonagura) Mina – Nelly Fioramonti
5. Le mille bolle blu (Carlo Alberto Rossi & Vito Pallavicini) Mina – Jenny Luna
6. Come sinfonia (Pino Donaggio) Pino Donaggio – Teddy Reno
7. Febbre di musica (Vittorio Mascheroni & Biri) Arturo Testa – Tonina Torrielli
8. Mandolino mandolino (Vian e Pugliese) Teddy Reno – Sergio Bruni
9. Carolina dai (Daniele Pace & Mario Panzeri) Sergio Bruni – Rocco Granata
10. Un uomo vivo (Gino Paoli) Gino Paoli – Tony Dallara
11. Non mi dire chi sei (Umberto Bindi & Giorgio Calabrese) Umberto Bindi – Miranda Martino
12. Lei (Joe Sentieri & Riccardo Pazzaglia) Joe Sentieri – Fausto Cigliano

## Halvefinalisten
- A.A.A. adorabile cercasi (Martino, Brighetti e Pallavicini) Bruno Martino – Jula De Palma
- Benzina e cerini (Giorgio Gaber) Giorgio Gaber – Maria Monti
- Che freddo! (Edoardo Vianello & Carlo Rossi) Luciano Rondinella – Edoardo Vianello
- Lady Luna (Armando Trovajoli & Dino Verde) Miranda Martino – Jimmy Fontana
- Libellule (Viezzoli e Testa) Joe Sentieri – Betty Curtis
- Mare di dicembre (Giulio Libano & Luciano Beretta) Claudio Villa – Sergio Renda
- Notturno senza luna (Giovanni D'Anzi) Aura D'Angelo – Silvia Guidi
- Patatina (Gianni Meccia & Franco Migliacci) Gianni Meccia – Wilma De Angelis
- Pozzanghere (Tony Renis, Pellini & Orfellius) Tony Renis – Niky Davis
- Qualcuno mi ama (Piero Soffici & Darena) Cocky Mazzetti – Achille Togliani
- Tu con me (Ettore Ballotta & Antonio Amurri) Carla Boni – Aurelio Fierro
- Una goccia di cielo (Gino Negri) Nadia Liani – Jolanda Rossin

1951 · 1952 · 1953 · 1954 · 1955 · 1956 · 1957 · 1958 · 1959 · 1960 · 1961 · 1962 · 1963 · 1964 · 1965 · 1966 · 1967 · 1968 · 1969 · 1970 · 1971 · 1972 · 1973 · 1974 · 1975 · 1976 · 1977 · 1978 · 1979 · 1980 · 1981 · 1982 · 1983 · 1984 · 1985 · 1986 · 1987 · 1988 · 1989 · 1990 · 1991 · 1992 · 1993 · 1994 · 1995 · 1996 · 1997 · 1998 · 1999 · 2000 · 2001 · 2002 · 2003 · 2004 · 2005 · 2006 · 2007 · 2008 · 2009 · 2010 · 2011 · 2012 · 2013 · 2014 · 2015 · 2016 · 2017 · 2018 · 2019 · 2020 · 2021 · 2022 · 2023 · 2024 · 2025
België · Denemarken · Finland · Frankrijk · Italië · Joegoslavië · Luxemburg · Monaco · Nederland · Noorwegen · Oostenrijk · Spanje · Verenigd Koninkrijk · West-Duitsland · Zweden · Zwitserland